# Vireux-Wallerand
Vireux-Wallerand település Franciaországban, Ardennes megyében. Lakosainak száma 1849 fő (2022. január 1.). Vireux-Wallerand Aubrives, Hargnies, Haybes, Hierges, Montigny-sur-Meuse és Vireux-Molhain községekkel határos.

## Népesség
A település népessége az elmúlt években az alábbi módon változott:
| Lakosok száma | 2231 | 2035 | 2020 | 1933 | 2013 | 2018 | 1962 | 1954 | 1940 | 1849 |
|               | 1968 | 1982 | 1990 | 2006 | 2013 | 2015 | 2017 | 2019 | 2020 | 2022 |